# 秦裕伯

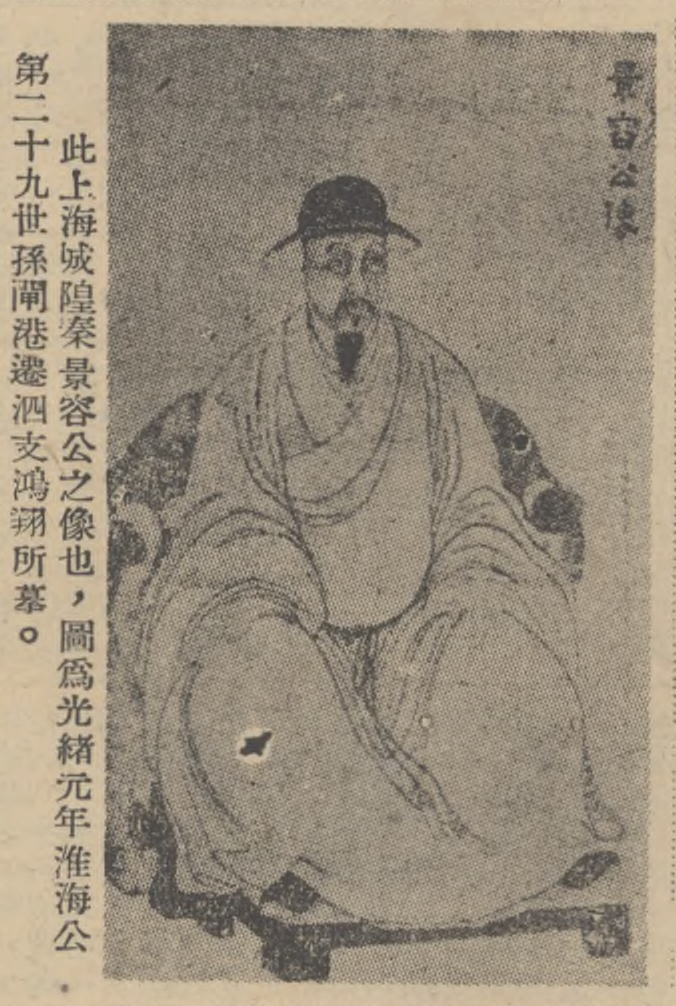
上海城隍秦景容公之像

秦裕伯（1295年—1373年），字惟鏡、一字景容，號葵齋、蓉卿，元末淮揚府（今江蘇揚州）人，後遷上海，宋代詩人秦觀八世孫。元朝、明朝文人，後被奉為上海城隍神。

## 生平
元代大德年間，遷居上海縣長壽里。父良顥為國子監學錄，裕伯因入國子監，以詩文成名。至正四年（西元1344年），中進士，除湖廣行省照磨，歷升山東高密縣尹、福建行省郎中，時天下兵亂，裕伯棄官走，居揚州，後回上海。母親唐氏物化，便為母守孝，杜門不出，群雄張士誠、朱元璋屢召不至。
洪武元年（西元1367年）朱元璋稱帝，是為明太祖，敕裕伯出仕，裕伯固辭，太祖不許，並脅之，遂出任侍讀學士，歷任翰林待制、治書侍御史，曾與劉伯溫同任京師主考。
年七十餘，陳書太祖，辭官返居上海。洪武六年（西元1373年）病逝。清代以后，其家族后人假称明太祖曾感其德行
，封為上海城隍。

## 延伸阅读
[在维基数据编辑]
 《明史卷二百八十五》，出自《明史》